# N506iS
mova N506iS（ムーバ・エヌ ごー まる ろく アイ エス）は、日本電気（NEC）が開発した、NTTドコモによる第二世代携帯電話 (mova) 端末製品。
なお、一部変更モデルmova N506iSII（ムーバ・エヌ ごー まる ろく アイ エス ツー）についてもここで述べる。

## 概要
2004年夏モデルとして登場したN506iの後継機で、FOMA901iシリーズと同時期に発売された。
ドコモでは、2004年初頭に登場した900iシリーズの登場後、主力機種がmovaからFOMAに移行していったため、それまでのフラッグシップモデルだった505iSの後継となる2004年夏モデル506iシリーズは、フラッグシップではなくなっていた。
ソニー・エリクソン・モバイルコミュニケーションズ以外の各メーカーはFOMA端末の開発に注力していったため、506iSを導入したのはNECだけである（当時、FOMA機種の開発が遅れていたソニー・エリクソンは、本機種発売後に、SO506i、SO506iSという機種を発売しているが、超小型ストレート型端末「premini」シリーズのスペシャリティな端末であり、506iSを名乗る本機種との関連性はない)。
本機種はN506iの回転2軸型「リバーススタイル」を踏襲するが、全体的に丸みを帯びていたN506iと比べ、角ばった形状となり、幅が1mm増え、4g重くなった。また、ツートンカラーを採用している。
大きな特徴として、イギリスのNew Transducersの技術「NXT SoundVu」を採用し、ディスプレイから音が鳴る世界初の「フラットパネルスピーカ」を搭載。通話、動画再生、ボイスレコーダーなどで、ディスプレイから音が出る仕組みになっており、通話時に耳をどの位置に当てても聴こえやすいようにした。なお、着信メロディは、「フラットパネルスピーカ」ではなく、本体内側にあるステレオスピーカーから再生される。
N506iSIIは、2006年春に登場した一部変更モデル。2005年から、506iシリーズに代わるミッドレンジ価格帯の700iシリーズが導入されたこともあり、この時点でFOMA端末への普及が進んでいたが、依然50%のユーザーがmovaを使っていて、mova新機種への要望があったことから、導入された。背面のデザインを変更し。「フラットパネルスピーカ」やツートンカラーは廃止された。この機種がNEC最後のmova端末となった。その後、回転2軸型のNEC端末は、2007年冬モデルのFOMAのN905iで復活した。

## 歴史
- 2005年1月7日：ドコモがN506iSの開発を発表。
- 2005年2月5日：N506iSの販売開始。
- 2006年3月2日：ドコモがN506iSIIの開発を発表。
- 2006年3月10日：N506iSIIの販売開始。
- 2012年3月31日：movaサービス終了により使用はこの日限りとなる。